# Zourah Ali
Zourah Ali   (Ali Sabieh, 23 de novembre de 1994) és una ex atleta de Djibouti especialista en proves de velocitat.
Va competir als Jocs Olímpics d'Estiu de 2012 en la prova de 400 metres llisos. El seu temps va ser de 1:05.37 minuts, quedant eliminada a les eliminatòries. Fou la portadora de la bandera de Djibouti en la cerimònia inaugural dels Jocs.